# Piekary Udanin
Piekary Udanin – zamknięty w 2000 roku przystanek osobowy, a dawniej stacja kolejowa w Udaninie, w gminie Udanin, w powiecie średzkim, w województwie dolnośląskim, w Polsce. Został otwarty w dniu 1 września 1895 roku.